# Nemipterus zysron
Nemipterus zysron is een straalvinnige vissensoort uit de familie van valse snappers (Nemipteridae). De wetenschappelijke naam van de soort is voor het eerst geldig gepubliceerd in 1857 door Pieter Bleeker.
De soort werd ontdekt in de zee rond het eiland Nias in Nederlands-Indië.